# 华为相关争议
本条目介绍对中华人民共和国跨国公司华为的争议及相关事件。

## 在歐美國家的爭議
2011年10月，据《华尔街日报》报道，华为已成为伊朗领先的电信设备供应商，其中包括“可用于监控的监控技术”。不久后华为公司表示其“从未在世界上任何一个地方参与过，也没有提供与监测或过滤技术和设备有关的任何服务”。
2011年12月，彭博社报道称，美国正在动用冷战时期的国家安全权力，迫使包括AT&T和威讯在内的电信运营商在监视中国网络间谍活动时透露有关其网络的机密信息。美国众议院情报委员会已于11月18日表示会对外国公司进行调查，华为发言人表示该公司“按照正常的商业惯例开展业务”，并表示“欢迎调查”。
2012年3月26日，澳大利亚政府禁止中国的华为公司在澳大利亚经营的子公司参加国家宽带网络的竞标，理由是国家安全。华为在澳大利亚的公司自2004年起在澳大利亚运作，它的高管层基本由澳大利亚人组成，董事会里的董事目前有前霍华德政府的外交部长唐纳和维多利亚州前工党政府的总理。唐纳否认华为存在“安全顾虑”，且认为“华为参与网络攻击”这一说法的依据“极其的荒谬”。
2012年10月，美国众议院发布报告，认为中国两家通信设备生产商华为及中兴可能会对美国国家安全构成威胁，将两家企业挡在美国市场门外，美国众议院情报委员会对这两家中国企业的3产品“涉嫌为中国间谍活动提供便利”的调查耗时近一年，9月中旬，华为和中兴的高管分别被要求在美众院听证会上提供证词。美国众议院没有提出证据显示这两家公司有相应行为，但最终认定其会危害国家安全。
2012年年白宫在为期18个月的调查后发布调查报告，报告中表示没有确凿证据支持华为为中国充当间谍的指控。
2012年10月9日，加拿大总理斯蒂芬·哈珀的发言人表示，加拿大政府决定将华为排除在建立安全政府通信网络的计划之外。
2012年10月25日，据路透社报道，华为的一家伊朗合作夥伴Soda Gostar Persian Vista在2011年报曾试图向另外一家伊朗企业MTN Irancell销售禁运的，由安德鲁公司生产的36个手机天线塔，价格为14,364欧元。这些天线塔的原定交货时间为2012年2月3日，交货地点为德黑兰的华为仓库，并准备好进行安装，而该采购合同的日期为2011年11月30日。对此，华为否认违反美国对伊朗的技术禁运，而订单则已经取消。
2013年7月19日，美国国家安全局前局长、摩托罗拉解决方案总监迈克尔·海登声称，其已经了解到华为网络设备后门的确凿证据，认为该公司涉嫌从事间谍活动，并与中国政府合作，深入了解境外电信系统。华为和摩托罗拉解决方案一直以来存在知识产权纠纷。而华为的全球网络安全官约翰·萨福克将海登的相关评论认定为“毫无根据且有诽谤性的言论”，并要求他和其他批评者公开交出任何证据。
2014年3月24日，《纽约时报》和德国《明镜》周刊援引美國國家安全局原合同工爱德华·斯诺登泄密的文件称，美国国家安全局曾侵入并暗中监视华为总部的服务器，而且取得了华为的路由器和复杂的数字交换机相关的技术信息。另外德国《明镜》周刊援引斯诺登的文件报道称NSA还对中国领导人进行监听。华为表示：“如果《纽约时报》的报道属实，我们对于此类入侵、渗透到我们的内部网络并监控通信的行为表示强烈谴责。”美国白宫国家安全委员会（NSC）不愿意就有关华为的指控置评，只是回应称，美国的情报工作聚焦于国家安全需要，而不会帮助美国公司。中国政府于3月24日要求美国停止间谍行为。又在3月24日的中国领导人习近平与美国总统奥巴马的会谈中，习近平对美国网络间谍行为表示关切。而奥巴马则称美国调查华为服务器，只是为了国家安全方面的担忧，但没有窃取商业机密。美国国家安全局与白宫发言人持与奥巴马类似看法。对此华为回应这是偷换概念，并且称：“一个政府侵入一家私人公司的企业网络，监控私有的机密通信，窃取私有的产品信息并在该领域加以利用，这是不可接受的，有人应当对此负责。”
2015年1月，任正非与BBC主持人在世界经济论坛上讲话，称不会让中国政府去用华为的电信网络，听美国的秘密。同年，德国信息安全公司歌德塔发布报告称，该公司发现由中国公司生产（包括联想、小米和华为）的智能手机预装的恶意软件可以监听电话，跟踪用户和进行网上购物。当歌德塔联系上述企业让他们了解恶意软件时，小米和联想公司认为这些恶意软件是未经授权的零售商安装的，并非内置在预装在设备当中。
2016年，加拿大移民、难民及公民部表示，计划拒绝向三名中国籍华为员工签发永久居民签证，认为加拿大政府会“担心申请人涉嫌从事间谍活动、恐怖主义和政府颠覆活动”。

### 2018年
2018年1月，根据美国《政府通信保护法》草案（该法案禁止美国政府实体使用华为和中兴通讯的产品和设备）的提议，要求联邦通信委员会调查该公司以及政府的压力。据报道称，AT&T解除了提供其Mate 10 Pro智能手机的协议，而威讯则拒绝引进华为未来推出的所有产品。2月1日，中国商务部新闻发言人高峰作出回应表示“希望中美企业之间的商业合作不会受到政治因素的干扰”。
2018年2月14日，六名美国情报机构的负责人向美国参议院情报委员会作证，建议美国公民不要使用华为所提供的产品或服务，认为“考虑到公务人员和国家机构使用相关设备的安全问题”。美国联邦调查局局长克里斯托弗·A·雷出具证言时称：“在我们的电信网络中，我非常担心，由外国政府所控制的企业或实体与我们秉持不一致的价值观，从而导致我们的政府权力被外部掌握。”而华为公司回应称“与其他ICT供应商相比，华为不会为美国的电信网络带来更大的网络安全风险。”3月，美国最大的电子连锁零售商百思买表示不再销售华为产品。
2018年4月，美国司法部表示已与美国财政部海外资产控制办公室和美国商务部联合调查华为违反伊朗、朝鲜、
叙利亚和委内瑞拉经济制裁的行为。美国的调查起源于此前中兴通讯违反制裁，最终被处罚的调查。
2018年4月17日，美国联邦通信委员会以5比0投票，表决通过禁止使用联邦资金从被认定对美国国家安全构成威胁的公司手中购买网络设备。尽管禁令未提及厂家名字，但外界认为，华为和中兴将成为禁令首要的打击目标。
2018年6月15日《华尔街日报》报道，澳大利亚安全机构基于国家安全的考量，拒绝华为参与当地5G基础设施项目招标。6月18日，华为发布公开信，认为澳方此举“过于片面”且“没有事实依据”，表示“将华为完全排除在澳大利亚5G之外意味着将华为排除在整个澳大利亚市场之外”，“不符合澳大利亚的最大利益。”智庫澳洲戰略政策研究所（Australian Strategic Policy Institute）報告則指，在2010至2018年間，華為是贊助澳洲政客海外行程最多的企業，一共資助過澳洲政客出訪12次，均是華為深圳總部為目的地，行程花費包括商務艙機票、深圳旅費、住宿以及餐飲費等都由華為支付。
8月13日，美国总统特朗普签署了“2019财年国防授权法案”， 其中强化了美国海外投资委员会（CFIUS）审查海外投资的能力，并明确禁止任何美国政府部门使用中国华为与中兴两家公司的产品。
2018年11月尾，新西蘭政府通訊安全局以國家安全為理由，決定禁止當地其中一家最大網絡供應商Spark使用華為的5G設備，並形容使用華為設備將會導致「嚴重國家安全風險」。12月5日，英国电信宣布，已将华为排除出其核心5G网络设备供应合同的竞标名单，该公司以后将只在其认为网络中重要性较低的部分使用华为提供的设备（如天线塔相关设备等）。
2018年12月，华为副董事长兼首席财务官、创始人任正非的长女孟晚舟被传出因公司涉嫌违反美国对伊朗的制裁协议，加拿大应美国政府要求逮捕了她，她将面临美国纽约东区联邦地区法院的指控。中华人民共和国驻加拿大大使馆表示坚决反对并强烈抗议，已向美国、加拿大提出严正交涉，要求恢复孟晚舟人身自由。其後日本宣佈禁止政府部门采购华为设备，认为华为设备会“担心情报泄露和网络攻击”。对此中国外交部发言人耿爽在例行记者会上表示“希望日方为中国企业在日运营提供公平的竞争环境，不要做有损双方互信和友好合作的事情”。中国驻日本大使馆之后表示“没有任何证据表明华为产品存在安全风险”。中国外交部发言人陆慷在例行记者会上表示“个别国家的一些人从来就没能提出一个有说服力的证据，证明华为是如何影响了他们的国家安全，这种基于‘猜测’对企业正常经营设置障碍的做法是非常荒谬的”，并指出“我们到现在都没有听说过哪个国家因为跟华为合作而产生安全问题”，“中国法律法规没有授权任何机构可以强迫企业安装‘强制后门’”。随后《金融时报》发表文章指出华为总裁任正非于1994年向中共中央总书记兼国家主席江泽民作汇报，几年后华为承建了中国人民解放军首个全国范围的通信网络。而德国联邦信息安全办公室主任阿恩·肖恩博姆表示“德国尚未发现华为曾代表中国使用其设备进行间谍活动的证据”。
2018年12月6日，華為證實公司創始人任正非的長女，現任副董事長兼首席財務官（CFO）孟晚舟於12月1日在加拿大溫哥華轉機時，應美國政府要求被拘捕。
12月13日，意大利沃达丰首席执行官奥尔多⋅比西欧表示“华为是5G网络的最佳合作伙伴，不仅仅沃达丰（选择了华为）。我们将会继续与华为合作，除非意大利政府明令禁止，我们除了与政府保持一致外别无他法（这是一个政治问题，而非技术和安全问题）。”但沃达丰于2019年1月25日暂停在核心网络部署华为设备。
12月17日，捷克国家网络与信息安全办公室针对中国科技企业华为、中兴产品发布“安全警示”。捷克总理安德烈·巴比什随后以“安全为由”要求政府工作人员弃用华为手机，随即引起争议。12月21日，捷克国家安全委员会发表声明，纠正政府要求机关工作人员“停止使用华为手机的错误做法”。
12月23日，英国电信旗下的移动网络运营商EE，将为警察及救护人员提供价值23亿英镑的华为网络设备从采购名单剔除，其理由为“担心与中国间谍活动相关”。针对这一事件，英国政府通信总部前负责人罗伯特·汉尼根表示：“在英国全面禁止中国技术的想法‘实在愚蠢’”。
12月25日，华为董事长梁华就华为“全球合规”回应称“华为将以法律遵从的确定性应对国际政治的不确定性，严格遵守业务所在国的所有适用法律法规，包括联合国、美国和欧盟适用的出口管制和制裁法律法规”。

### 2019年
2019年1月7日，印度《經濟時報》報道，印度電信部長馬諾傑·辛哈（Manoj Sinha）稱，目前沒有任何提案要求禁止采購華為生產的電信設備。他称印度已經為了解決安全上的疑慮，在電信授權方面設置了更加嚴格的安全條件，因此依照這項要求，電信設備商必須設置可監控技術設備被入侵或攻擊的設施，包含一般民眾的智慧型手機也一樣。同时他也指出，不論電信設備從哪裡採購，都有可能受到惡意或間諜軟體的影響。
1月9日，挪威政府表示，正在考慮是否禁止華為參與挪威5G網路的建設，而華為挪威分公司表示願意對華為設備進行詳細的檢測與核查。
1月11日，波兰国家安全局表示，华为波兰分公司公共关系部部长王伟晶以及一名波兰籍工程师涉嫌间谍活动被逮捕。翌日华为表示，王伟晶系因个人原因涉嫌犯罪被捕，华为决定终止雇佣关系。同一天，日本前驻华大使丹羽宇一郎在日本東洋經濟Online發表署名文章指出，美國特朗普政府在上月授意加拿大拘捕華為副董事長兼財務總監孟晚舟，日本政府開始着手在國內「封殺」華為，理由是核心機構中存在保安問題。但是他認為在這場「封殺」華為的行動中，可以窺見日本國內逐漸掀起的「反華、嫌華」情緒，更暴露出日本人的無知，因為日本國內的媒體為「反華、嫌華」風氣的主要製造者，報道幾乎一面倒認定華為產品就是間諜工具，卻忽視在現代互聯網社會中只要使用海外通訊產品或軟件，便必然伴隨着一定程度的訊息被洩的客觀事實。他認為如果華為存在盜取信息風險，那麼美國產品便更存在信息洩漏風險。
1月15日，台湾工业技术研究院宣布以“防堵信息安全漏洞，避免洩密”为由，决定在院内办公场所禁止使用华为手机连接该院的内部网。对此在1月16日，中国国台办发言人马晓光回应称“坚决反对这种做法”，并表示这是“迎合外国某些势力”，指甘当外人的棋子“不得人心”。在工研院宣布禁用华为连接内部网的同一天，华为创始人任正非接受《金融时报》、《彭博社》和《华尔街日报》记者的采访，表示“中国没有任何法律要求任何一家公司安装强制性‘后门’”，而华为“从未发生严重的安全事件”。翌日任正非接受中国境内媒体记者采访时也表示“华为30年来在170多个国家、为30多亿人提供了网络服务，有良好的安全记录”。
1月16日，美国一两党议员组织提出法案，计划禁止向华为出售美国芯片或其他部件。
同月，法国政府拟出台一项修正案，赋予法国国家网络安全局一项“追溯检查”的权力。法国国家网络安全局对于已经安装的设备再次进行“回溯式”检查。法国运营商所安装的设备，包括天线等，都是经过法国国家网络安全局事先检查通过即可安装的，“追溯检查权”将波及华为已经安装好的网络设备产品。有媒体指出，这一修正案就是针对华为。同时法国外长勒德里昂回答参议院质询时明确表示，法国政府意识到华为科技公司参与法国5G建设的“风险”，必要时政府将采取应对措施。
英国牛津大学宣称因华为引发公众担忧而停止接受华为的捐款。美国加州大学伯克利分校也因孟晚舟事件停止与华为进行新的研究合作。
2019年1月28日，华为技术有限公司、公司首席财务管理孟晚舟及两家分支机构被美國司法部起訴共23條刑事控罪，罪名包括电信欺诈、银行欺诈、串谋诈骗美国、串谋窃取商业机密、违反《国际紧急经济权利法》（即美国对伊朗的制裁）、串谋洗钱和串谋妨碍司法等。美國司法部指華為盜取了電訊商T-Mobile美國分部的技術以測試智能手機的耐用性。华为即日发表官方声明否认全部指控。
2月5日，德國政府宣布基於安全考量，有必要確保華為不會將資料交給中國政府，才能允許華為參與德國第五代移动通信系统（5G）的架設工作，並且需要就事情與中國政府進行討論。德國總理默克爾表示企業若想在德國從事業務，必須清楚表明「中國政府無法取得中國產品內的所有資料」並需要實施防護措施。
2月11日，美國國務卿蓬佩奧在匈牙利訪問時警告中東歐國家不要與華為合作，否則美國將很難與這些國家繼續合作。但据《华尔街日报》同一天的报道，美国“抵制”华为的行动在东欧“踢到铁板”。文章指出，雖然美國不斷聯合眾多國家抵制大陸電訊業龍頭華為，但近期東歐國家包含捷克、波蘭國內陸續出現要求避免激怒中国大陸的聲浪；斯洛伐克、匈牙利政府更直接力挺大陸官方與華為，讓美國預計抑制華為5G發展的行動，開拔到東歐列國時遇到重大挑戰。12日，据該報報道，美国部分农村运营商拟抵制美国政府针对华为的中国电信设备禁令，原因是這些運營商大部分使用的是華為的設備。
2月13日，华为在新西兰报纸刊登整版广告，称“没有华为的5G 就像橄榄球没有新西兰一样（5G without Huawei is like rugby without New Zealand）”，以批评该国政府禁止华为参与网络建设的决策。而华为轮值董事长徐直军在接受采访时表示“华为5G技术及设备绝对安全，不会私自收集任何国家及地区的数据”。他还指出，美国方面禁用华为5G技术或为其他目的。
2月16日，中央外办主任杨洁篪在第55届慕尼黑安全会议上发言时表示“中国的法规并无要求公司设置后门程序收集情报，呼吁欧洲国家不要理会美方要求，继续维持与华为的‘紧密合作’”。
2月18日，據奥地利《標準報》報導，儘管美國呼籲盟友封殺中國電訊巨企華為，但奥地利电信集团卻表示希望繼續與華為合作。而奧地利電訊公司總裁托馬斯‧阿爾諾爾德納则表示，不應把地緣政治討論與技術討論混為一談。他說，大多數歐洲電訊運營商都會與華為合作，例如奧地利電訊公司。「我們沒有計劃改變與華為現有的合作，我們不排除華為。」并称禁用华为本身就是一场伪善的讨论。
2月19日，华为公司创办人任正非在接受英国广播公司的独家专访时称，美國的壓力並不會壓垮華為。他还进一步指出说：“因為這世界離不開我們，因為我們比較先進。我認為即使他們說服了更多的國家暫時不用我們，我們也可以收縮，變小一點嘛。”而对于孟晚舟事件，任正非认为美国对他的女兒孟晚舟的拘捕行動是帶有政治動機的。而在2月22日接受美國哥倫比亞廣播公司（CBS）的专访时，任正非强调，5G不是原子彈，同時感謝美國特朗普政府「推廣」了華為。2月26日，华为轮值董事长郭平在西班牙巴塞罗那举行的2019年世界移动通信大会上发表题为“创新领先，加速5G商用”的演讲，指出“呼吁国际合作，制定行业安全标准”，并再次强调“华为从来没有，将来也不会安装后门”。
3月2日，据英国《每日电讯报》网站报道称，英国政府正在为电信运营商草拟严格的新安全规定。有消息人士称，此次拟定的新规将计划对华为产品加以限制。
3月4日，在全国两会举行期间，全国人民代表大会会议新闻发言人张业遂就记者询问美国指华为配合中国政府提供信息时表示：“美国渲染特定中国企业产品存在安全风险是‘以政治手段干预经济行为’，‘违反世贸组织规则，干扰公平竞争的国际市场秩序’”，他还同时指出中国“从来没有，也不会要求中国企业从事违反当地法律法规的活动”，并表示“美国政府的一些官员拿国家情报法说事，渲染特定中国企业产品存在所谓安全风险，是以政治手段干预经济行为，违反世贸组织规则，干扰公平竞争的国际市场秩序，是典型的双重标准，既不公正，也不道德”。张最后指出“希望有关国家恪守公平竞争的市场原则，为中国企业投资经营提供公正、非歧视的营商环境”。同日，《纽约时报》和路透社等多家媒体报道称，华为准备在美国其美国总部所在得克萨斯州将美国政府告上法庭，起诉的对象则是美国国会通过并由白宫签署的《国防授权法案》中的第889条，该条款涉嫌违反美国宪法。3月7日，华为在发布会宣佈正式起诉美國政府，之后美国联邦法院就该案给美国政府及其多位部长发出法院传票。传票中写明美国政府方面需在收到传票后的60天内（但包括收到传票之日）给出回应，否则会被默认判决败诉。
2019年3月，孟晚舟的律师团队称已向加拿大不列颠哥伦比亚省高等法院提起民事诉讼，指控孟女士被严重侵犯宪法权利，并就“加拿大政府官员多次未能遵守法治而造成的公职失职和非法监禁”要求赔偿。孟晚舟方面表示，她本人2018年12月1日在温哥华机场被不适当地囚禁，搜查和审讯。有关部门在告知她被捕之前已将她拘留，同时对她进行搜查以及审问。孟晚舟的律师在诉讼中称，加拿大当局不是立即逮捕她，而是在海关常规检查的幌子下，对孟晚舟进行审讯，并利用这个机会强迫她提供证据及信息。
2019年3月7日上午，华为在深圳总部举行外媒记者会，轮值董事长郭平宣布华为已向美国联邦法院提起诉讼，指控美国2019年国防授权法第889条款违反美国宪法。该条款由美国总统去年8月签署入法，禁止美国行政部门机构获取华为的通讯硬件产品和服务。郭平还在讲话中提到美国政府曾经入侵华为服务器、窃取了大量的邮件和源代码，却没有找到任何华为会危害美国网络安全的证据。
5月15日，美國商務部称，将把华为及70家关联企业列入“实体清单”。今后如果没有美国政府的批准，华为将无法向美国企业购买元器件。美國总统特朗普認為该决定将“防止外国实体以可能损害美国国家安全或外交政策利益的方式使用美国科技”。Google、鲁门特姆（Lumentum Holdings Inc）、英飛凌、英特尔、高通、 AMD 、赛灵思等迅速響應美國政府，宣佈停止和華為進行業務往來。据报道，Google宣布撤销华为Android许可证（仅可使用开源Android代码），这也意味着华为未来推出的智能手机将不再预装Google应用程序和Google Play服务，包括Google Play商店、Gmail和YouTube等，但现有的华为设备仍然可以使用Google应用程序和Google Play服务。在此之前，华为早已自主研发了作業系統，以防一旦不能使用Android或Windows的情況發生。由于谷歌宣布撤销华为Android许可证，因此Android官网已将华为相关设备信息从页面上撤下。5月31日，据Android官网上的Android Q Beta版页面显示，华为Mate 20 Pro重新列入到可升级至Android Q Beta版的名单中。
针对美国将华为列入“实体清单”事件，华为公司作出回应，表示“如果美国限制华为，不会让美国更安全，也不会使美国更强大”。中国商务部发言人高峰表示中国政府“坚决反对任何国家根据自己的国内法对中国的实体实施单边制裁，也反对泛化国家安全概念、滥用出口管制措施”，发言人同时指出中国政府“敦促美方停止错误做法，为两国企业开展正常的贸易与合作创造条件，避免对中美经贸关系造成进一步冲击。中方将采取一切必要措施，坚决维护中国企业的合法权利”。在特朗普签署紧急状态令的前一天，中国外交部发言人耿爽就此事评论称“美方滥用国家力量不择手段地蓄意抹黑和打压特定的中国企业，既不光彩、也不公正”，同时指出“我们敦促美方停止借口安全问题对中国企业进行无理打压，为中国企业在美开展正常的投资运营提供公平、公正、非歧视的环境”。法国总统马克龙表示反对美国封杀华为，指出“封杀华为不是法国的目标，发动任何形式的科技战争也不是”。德国、英国、荷兰、比利时、加拿大亦表态称，不会因为美国总统特朗普签署封杀华为的总统令而跟随封杀华为。
2019年5月16日，美国总统特朗普签署行政命令宣布进入国家紧急状态，允许美国禁止“外国对手”拥有或掌控的公司提供电信设备和服务。随后美国商务部宣布将华为及其70家公司列入出口管制实体名单之列，命令未经批准的美国公司不得销售产品和技术给华为公司。5月17日凌晨，华为旗下的海思半导体有限公司总裁何庭波发表了一封全员信，表示“多年前，还是云淡风轻的季节，公司做出了极限生存的假设，预计有一天，所有美国的先进芯片和技术将不可获得，而华为仍将持续为客户服务。为了这个以为永远不会发生的假设，数千海思儿女，走上了科技史上最为悲壮的长征，为公司的生存打造‘备胎’。今天，是历史的选择，所有我们曾经打造的备胎，一夜之间全部转‘正’”。2019年5月21日，华为再次在美国提起诉讼，要求驳回美国政府对华为下达的實體名單禁令。同日，美国商务部决定将对华为的實體名單禁令延迟90天，直到8月中旬才会生效，以便华为及其商业伙伴需要时间升级软件以及处理一些合同义务的问题。8月19日，美国再次决定将华为购买美国产品的临时许可延长90天，截止日期约为是11月19日。
2019年5月21日，Google公司在特朗普的要求下首先开始限制安卓系统和相关应用在华为的使用。由于安卓为开源系统，这意味着华为依然可以通过AOSP继续开发，但无法使用最新的安全补丁。同时，华为手机将不能正常使用内置的Google应用商店、Google地图、Gmail等内容，但目前已在使用的设备不受影响。由于美国商务部的實體名單禁令延迟，这一限制目前还未生效。对此，华为消费者业务CEO余承东表示，最快今年秋天，最晚明年春天，华为自己的OS将可能面市。有媒体报道华为相继注册了“鸿蒙”、“方舟”等名称和商标，被推测为用于自研操作系统。6月7日，谷歌公司向特朗普政府发出警告，指出“若继续封杀华为，可能会继续损害美国的国家安全”。不仅如此，Facebook也宣布，不再允许华为今后发布的新手机预装Facebook及旗下应用程序WhatsApp和Instagram。
2019年5月22日，ARM公司的一份内部文件被曝光。文件要求在行业活动中与华为员工接触的员工，必须“礼貌地拒绝并停止”任何有关业务的对话，并强调个人可能要为违反行业规则承担个人责任。华为的许多芯片目前都是用Arm的基础技术制造的，华为为此购买了许可证。华为对此回应称“我们重视与合作伙伴的密切关系，但也认识到他们中的一些由于政治动机的决定而承受的压力”。
2019年5月24日，媒体报道部分国际标准组织，包括制定无线技术标准的Wi-Fi联盟和制定SD存储卡标准的SD协会等，均将华为移出了会员名单。5月29日，华为再次被列为固态技术协会（JEDEC），SD协会，蓝牙技术联盟和Wi-Fi联盟的成员。根据华为年报披露的数据显示：华为加入了400多个标准组织、产业联盟、开源社区，担任超过400个重要职位。
5月17日凌晨，华为旗下海思半导体总裁何庭波发表内部信，称华为将保密柜里的备胎芯片“全部转正”，另外，华为轮值董事长胡厚崑在内部发布的《致员工的一封信》中表示“这是美国政府处于政治目的持续打压华为的最新一步”。
5月18日，华为创始人、总裁任正非接受记者采访时表示，受美国實體名單禁令的影响，华为的成长“可能放慢，但只是小幅度的”。任正非还指出“华为并未违法”。
5月20日，华为董事会成员陈黎芳在《纽约时报》发文指出“封杀华为可能会使美国在推出5G网络方面无法与世界其他地区保持同步，从而损害美国经济”。同日，中国外交部发言人陆慷针对谷歌中止与华为部分业务一事时表示“中国支持中国企业拿起法律武器捍卫自己的正当权利”，他还指出“欧洲方面调查结论证明了华为的清白”。而华为公司亦就中止与谷歌部分业务一事时表示，其在中国大陆市场销售的产品和服务不受影响。同时，美國商務部宣布向华为发出90天临时许可，让华为及其合作伙伴有时间来维护支持当前正在运营的网络和设备，包括软件更新和补丁，以遵守2019年5月16日或者在此之前签订的具有法律约束力的合同和协议。因此华为可以在此期间向公众现有的华为手机提供服务和支持，包括软件更新或补丁”。英飛凌則否認停止向華為供貨，称其向华为供应的绝大部分产品不在美国出口管制限制之内，但原产于美国的货物不得不停止交付。华为供应商意法半导体则拒绝评论日经新闻的报道，表示需要开会讨论是否继续维持供货。而英国芯片制造商ARM由于部分产品的设计包含来自美国的技术，因此也将暂停与华为的业务。另受此事件影响，英国、日本运营商决定暂停销售华为新款机型，原先上市计划延期。6月4日，日本亚马逊恢复直接销售华为设备。
5月21日，华为创始人、总裁任正非再次接受中国境内媒体记者采访，回应热点问题。任正非指出，华为的5G“绝对不会受影响”，“在5G技术方面，别人两三年肯定追不上华为”。
5月22日，中国外交部部长王毅在上合组织外长理事会期间，指出“美国打压华为是典型的经济霸凌行为”。5月23日，中国商务部发言人高峰就谷歌暂停与华为公司部分业务往来时表示“美方动用国家力量打压中国企业，不仅严重破坏两国企业正常商业合作，对全球产业链供应链安全也构成严重威胁。中方对此坚决反对，希望美方保持理性，纠正这样的威胁做法”。
5月23日，微软将华为公司移除旗下一个云服务的产品目录；在此之前，微软在线商店下架华为MateBook X Pro，但仍可在微软零售店买到。24日，据《日经亚洲评论》报道，Wi-Fi联盟、制定SD卡标准的SD协会和PCIe标准组织PCI-SIG同样也取消了华为的会员资格，将其从名单中剔除，均将华为暂时移出了会员名单，另外固态技术协会称，华为已自愿撤回其在该组织的会员资格。对此，华为回应称，现在和未来提供的产品和服务，不会受个别组织和其行为的影响。5月29日，SD协会恢复华为的成员资格，其后Wi-Fi联盟、蓝牙技术联盟和JEDEC协会宣布恢复华为的成员资格。6月18日，微软在线商店重新上架华为的笔记本电脑。
5月28日，华为向路透社记者指控联邦快递将两个从日本送往中国的包裹私自「转送」到了美国，并且意图转送另两个由越南送往其他华为亚洲办公室的包裹前往美国。华为表示包裹内没有「任何技术」，仅是商务文件。华为表示将「重新评估自己的物流需求」，并且向中国的邮政主管机关发出投诉。
2019年5月28日，美国联邦快递在其官方微博上承认将华为寄往中国的两个包裹送往了美国，表示“货件被失误转运”并且“没有任何外部方面要求联邦快递转运这些货件”。联邦快递曾在5月23日否认了这一消息的真实性。华为早前宣布联邦快递将从日本寄往华为中国地址的两个包裹转运至美国，并试图转运另外两个由越南寄往华为其他亚洲办公室的包裹，均未经授权。然而正值美国全面封杀华为之时，如此小概率事件接连发生，加上联邦快递前后态度截然不同，使得中方媒体和许多网友认为此事颇为蹊跷、理由难以服众。
2019年5月29日，网络上曝光的邮件显示，由于美国政府将华为列入“实体清单”，全球知名学术组织电气电子工程师学会（IEEE）向旗下刊物的主编提出禁止来自华为的同僚担任审稿人或编辑。5月30日，IEEE在其中文官网上承认这一消息。6月3日电气电子工程师学会宣告恢复华为员工这些权限。另外，華為也已經要求員工取消與美方人員的技術會議，並且遣返深圳總部的美國籍員工。
2019年5月29日，华为提交简易判决动议，作为其挑战《2019财年国防授权法案》（2019 NDAA）第889条合宪性行动的一部分。此前在起诉书中，华为控诉2019 NDAA第889条明确针对华为，不仅禁止美国政府机构从华为购买设备和服务，还禁止政府机构与购买华为设备或服务的第三方签署合同或向其提供资助和贷款，即便这些交易对美国政府并无影响或并无关联。代理案件的华为首席律师Glen Nager表示，NDAA第889条违反了美国宪法里的剥夺公权法案条款、正当程序条款和授权条款，因此对其合宪性发起的挑战纯属法律问题，没有事实争议，有必要提交简易判决动议，加快进度。
2019年6月11日，華為消費者業務首席執行官余承東接受CNBC採訪時承認在美國限制企業與華為交易後，華為一款即將發售的Matebook被迫推遲。同時余承東透露關於新品上市時間將取決於美國何時取消華為交易限制。
2019年6月22日，计算机杂志PC Magazine首席分析师Sascha Segan在推特上指责联邦快递将原本从PC Magazine英国伦敦办公室寄往美国纽约办公室的华为P30手机退回伦敦。对此联邦快递回应称由于华为及其相关子公司被列入实体名单，所以限制了联邦快递和华为的业务往来，联邦快递不接受任何华为的上市商品货物。随后PC Magazine通过联合包裹服务将手机转运至纽约。联合包裹服务则表示，联合包裹服务仅禁止将产品送往美国以外69个与华为有关的场所，但联合包裹服务的政策并没有禁止将华为手机从英国运往美国。同日，华为宣布就美国商务部扣押华为设备并迟迟不作出相关决定的行为“非法”，在美国华盛顿特区地区法院起诉美国商务部。根据法院公开的诉讼文件，2017年，华为将包括一台计算机服务器和一台以太网交换机在内的多件原产于中国的电信设备运往美国加利福尼亚州一家独立实验室检测，完成检测后计划将设备运回。当年9月，这些设备在运回中国的途中被美国商务部以“调查是否需要出口许可”为由，扣押于阿拉斯加州安克雷奇。2019年9月9日，美国政府将扣押的电信设备归还华为公司，华为撤回诉讼。
2019年6月25日，美国参议院外交委员会将华为列为美国和其盟邦的国家安全威胁。同日，美国芯片生产商美光科技首席执行官桑杰⋅梅赫罗特拉表示，已经部分恢复向华为供货。
2019年6月29日，美国总统特朗普與中國國家主席習近平在2019年二十國集團大阪峰會上會面。在會後的记者会上特朗普表示，他将同意美国企业继续出售科技产品给华为。7月9日，美國商務部長羅斯表示，如果對美国國家安全不構成威脅，美国商務部將會發放美國企業向華為供貨的許可證。但是，華為仍列在被美国商務部制裁的「實體清單」中。
2019年8月7日，白宫宣布禁止美國政府部门购买华为的设备和服务。美國總統特朗普再次表示不與華為做生意。其后，中国外交部发言人华春莹表示“对中国特定企业采取歧视性和不公平的做法表示强烈不满和坚决反对”。
2019年8月19日，美国再次推遲實施實體名單禁令90天，美国公司在未来90天内，可以继续与华为进行业务往来，但美国把46家华为的子公司列入实体名单。
2019年11月18日，美国商务部再次宣布延長华為與美國企業的交易许可，為期90天。
2019年11月22日，美国聯邦通信委員會認定華為威脅美國國家安全，並禁止美国运营商使用联邦补贴从華為购买产品。对此，中国外交部发言人耿爽表示“敦促美方停止泛化国家安全概念，停止对中国的蓄意抹黑和指责，停止对中国特定企业的无理打压，为中国企业在美国正常经营提供公平、公正、非歧视的环境”。
2019年12月4日，美国纽约东区联邦法院法官安·唐娜莉下令批准联邦检察官提出的取消詹姆斯·科尔（James M. Cole）在政府诉华为案中担任首席律师的资格。翌日，华为宣布起诉美国联邦通信委员会，认为FCC“有关禁止华为参与联邦补贴资金项目的决定违反美国宪法以及其它法令”。

### 2020年
2020年1月，路透社援引两位知情人士称，一美国官方代表团在抵达伦敦后，试图劝说英国升级通信网络时，拟弃用华为设备。当月底，英国将最终决定在其未来的5G网络升级过程中，是否禁止华为设备。1月14日，英国首相鲍里斯·约翰逊表示：“英国民众有权使用最先进的科技，我们希望为所有人提供千兆宽带。如果有人抵制某个品牌，那么他们就必须要说得出，除此以外有什么替代方案。”而华为副总裁张建岗表示，华为公司认同约翰逊的观点。1月15日，中国外交部发言人耿爽表示，“中方希望英方能够采取客观公正的态度，独立自主地作出符合自身利益的抉择。为中国企业提供一个公平、公正、开放、非歧视的营商环境。这也有利于中国企业继续保持对英国市场的信心和预期”。1月28日，英國表示将允许华为在英国的5G网络建设中发挥有限的作用。華為不能够参加5G网络敏感的核心部分的建设，只能参与该网络的非敏感部分，其参与程度不能超过35%。而次日歐盟也做出類似於英國的措施，允許華為有限參與歐盟5G建設。
1月30日，奥地利联邦总理库尔茨宣布，不会将华为排除在奥地利5G建设的范围之外。
2月5日，沃達豐宣布将把华为排除在其欧洲网络建设的核心之外。
2月12日，德国执政党基民盟与其姐妹党基社盟通过文件，不禁止华为参加德国5G网络建设。
2月13日，法国政府表示华为不会被排除在法国5G网络建设的设备供应商行列之外，但华为可能会受到限制，并且法国将优先选择欧洲营运商。同日，美国商务部第四次推迟针对华为及其附属公司在美产品和服务所实施的交易禁令。但美国司法部对华为及其分公司提出新指控，指其涉嫌密谋敲诈及盗窃商业机密。
2月14日，在慕尼黑安全会议上，美国众议院议长南希·佩洛西就华为的“风险”警告欧洲国家。其后，中国全国人大外事委员会副主任委员傅莹在现场反驳了佩洛西的相关言论。
3月，英国议会一些保守党议员提出了一项修正案，试图在2022年之前逐步将华为从英国5G网络建设中剔除出去。3月10日，英国下议院以306票对282票否决了该修正案。
3月11日，美国宣布将对华为的临时许可再次延期至5月15日。
5月13日，特朗普宣布将2019年5月签署的禁止美国企业使用“构成国家安全风险的企业”制造的电信设备行政令延长一年。
5月15日，美國商务部延长华为临时许可90天。同日，美国商务部要求使用美国设备和技术的外国半导体公司，须获美国政府许可，才可向华为出口供货。緩衝期為120天，措施至9月15日正式生效。
6月30日，美國聯邦通信委員會宣布將華為列入“威脅國家安全名單”，这意味着美国将無法使用該部門的撥款採購华为的產品。
7月5日，法国国家资讯系统安全局宣布将限制使用华为設備的电信业者的授权许可。
7月14日，英國政府正式公布禁止華為參與當地5G網絡建設。英國數碼、文化、媒體及體育大臣杜永敦表示，電訊營運商自2020年底起不能購買華為的5G設備，並要求各電訊公司在2027年前拆除所有華為5G設備。对此，華為發言人回應稱有關決定令人失望。其后，美國總統特朗普邀功稱，美國成功游說很多國家，而自己佔了大部份，美國認為使用華為構成重大安全風險；不过，英國衞生大臣夏國賢否認對華為的禁令是受到美國影響。而商業創新及技能大臣温斯·凯博後來則表示英国政府是在美国压力下禁止华为5G设备和服务。中國外交部發言人華春瑩回应称，特朗普的言論證明有關禁用華為的決定，與國家安全無關，而是“高度政治化的操弄”，也讓世人看清到處恐嚇的是美國。中國駐英國大使劉曉明此前表示，英國就華為的決定令人失望並且是錯誤，又指該決定令人質疑，英國能否為來自其他國家的公司提供開放、公平和沒有歧視的商業環境。
7月15日，美國國務卿蓬佩奧宣布，將對侵犯人權的中國科技公司的僱員實施入境簽證限制，其中包括華為。中國外交部發言人華春瑩翌日回應稱，「美國關於中國人權的指控是本世紀最大的謊言，美國政府應為此感到羞恥，美國人民應為其擁有這樣滿嘴謊言的官員而感到難過。」
8月13日至9月30日，美国总统唐纳德·特朗普行政办公室准许美国国防部临时豁免国防部承包商使用华为公司产品。
8月17日，路透社報導：美國商務部對華為的制裁將延後90天，並允許中國公司從美國公司購買產品，以便為現有客戶提供服務。同日，美国商务部宣布对华为以及被列入实体清单上的华为在境外的附属机构采取进一步的限制措施，禁止它们获取在美国境内外开发和生产的美国技术和软件。美国商务部产业安全局还决定把另外38家华为关联实体列入实体清单。受禁令影響，美光、三星、海力士、台積電、聯發科、英特尔、高通、索尼、铠侠以及中芯國際9月15日後開始停止與華為進行業務往來。
8月26日，国际半导体产业协会（SEMI）发表希望美国商务部将华为禁令延长120天的声明。
9月10日，比利时最大电讯公司Proximus在美国指控华为替北京从事间谍活动以及欧盟发表希望在这一敏感领域优先使用欧洲技术之后，宣布将在2023年之前，逐渐用芬兰的诺基亚和瑞典的爱立信替代华为来更新其移动网络。
10月20日，瑞典宣佈禁止华为和中兴参与該國的5G网络建设。

### 2021年
4月15日，羅馬尼亞宣布禁止中国和华为参与罗马尼亚5G网络的建设。
5月11日，美國總統拜登延長前總統特朗普在2019年5月15日簽署的行政命令，繼續禁止美國企業使用有安全風險企業生產的電訊設備，例如華為生產的電訊設備。
7月13日，联邦通信委员会決定为美国通信运营商拆除华为和中兴设备的費用提供报销。
7月29日，华为旗舰型手机P50系列发布。受美国第四轮制裁影响，华为无法从供应商处取得涉及美国技术的配件，包括由高通公司生产的5G射频芯片核心元件滤波器。再加上P50搭载的骁龙888处理器也由高通生产，故P50系列不支持5G。

### 2022年
2022年5月19日，加拿大宣布禁止华为加入其5G网络及移除设施。加拿大公共安全部长马尔科·门迪奇诺与创新、科学和工业部长商鹏飞表示，禁止华为参与5G网络事关国家安全，并即将出台新政策来保护5G网络，以更好地保护国家安全至关重要的系统。加拿大联邦政府政策声明，要求其供应商在2024年6月28日之前，从华为和中兴移除或终止5G设备。而在2027年12月31日之前，移除或终止这些公司提供的任何现有4G设备。加拿大是继美国、澳大利亚、英国、新西兰、日本和瑞典之后，第7个禁止或限制在其5G网络中使用华为技术的国家，同时也是五眼聯盟之中，最后一个禁止使用华为技术的国家。

### 2023年
2023年1月，美国商务部決定要求多家美國公司不應再向华为出口美国技术产品。1月31日，中国外交部发言人毛宁表示，中方对有关报道表示严重关切，“正密切关注有关动向”。并表示中方坚决反对美方泛化国家安全概念，滥用国家力量无底线、无理打压中国企业。形容其行为“违背市场经济原则和国际经贸规则，有损国际社会对美国营商环境的信心，是赤裸裸的科技霸权”。

### 2024年
2024年2月，羅馬尼亞政府拒絕華為的5G基礎設施設備授權申請。
2024年5月7日，美国吊销华为从高通和英特尔购买半导体芯片的许可证。中华人民共和国商务部发表声明表示反对，强调“将采取一切必要措施”。
7月11日，德国政府要求電信公司在五年内停止在5G移动基础设施中使用华为的关键部件。

## 被指干預境外安全

### 西方国家
华为長期以來一直被质疑创办人任正非原身份和解放军背景。2012年澳大利亚时拒绝华为投标当地的全国宽带网设备项目，其中一个原因就是疑虑华为的“军方背景”。任正非在2015年首次公开演讲，接受BBC主播的对话，未有指明公司性质，不过肯定公司是拥护中国共产党和热爱祖国，但公司不会从事危害其他国家的活动。
主要来自美国政府的网络安全指控称，中华人民共和国政府可以通过华为的基础设施设备实现监控。特别是随着5G无线网络（中国积极推动）的发展，美国一直呼吁阻止华为或中国电信商中兴通讯使用美国或其盟国的产品。华为认为其产品不会比其他供应商带来“更大的网络安全风险”，并且没有证据证明美国的间谍主张。2019年5月，美国进一步加强措施，总统唐纳德·特朗普签署了一项行政命令，禁止美国公司和“外国对手”之间涉及信息技术的交易，并以违反对伊朗制裁为由将华为列入出口黑名单。由于受到限制，部分总部设在美国的供应商和协会与华为断绝关系或以其他方式限制其业务。
美国《纽约时报》指，华为公司遭美国陆军战略研究所指控称该公司“以贿赂和圈套客户而闻名”。其员工也被美国指控贿赂政府官员。美国《华尔街日报》则批评华为崛起之路伴随着剽窃与不正当竞争指控，华为是依靠盗窃、抄袭以及诈骗，获得外国科技及商业机密而成功起家，华为系透过不正当的方式，才能发展现今规模。
2001年11月，据法新社报道称，华为印度公司向阿富汗塔利班研发了电信设备，其后印度政府对该公司的业务进行了调查。对此华为公司表示，该公司“从未与塔利班产生任何联系”，并表示电信运营商是华为唯一的客户，该公司在全球各地的分支机构也“始终按照联合国规章和各国当地法律运作”。2001年12月15日，印度政府表示，没有任何证据证明华为印度与塔利班有任何联系，尽管美国仍然存在疑虑。
2005年，英国保守党表示，对华为收购马可尼一案表示担忧，其后英国联合情报委员会主席亚历克斯·艾伦在2009年政府简报中表示，华为设备可能存在潜在的威胁。之后华为在2010年12月开设网络安全评估中心，对该公司生产的硬件和软件进行测试，以确保能够抵御日益严重的网络安全威胁。
2009年10月，印度电信部要求电信运营商在出于安全考虑后，对欧洲、美国和中国厂商生产的所有设备“自我监管”。而早在2005年，华为被禁止向印度BSNL公司提供设备。2010年，印度中央调查局表示坚决取消华为与BSNL签订的余下合同，并对BSNL高管提出“与中国企业的诚信和可疑联系”的指控。2010年6月，加拿大电子战协会、美国信息保护协会和以色列ALTAL安全咨询公司等国际安全机构推出“预先认证”的临时解决方案，允许将中国制造的电信设备进入印度市场。
2011年3月4日，美国政府以国家安全为由阻止华为收购3Leaf公司，声称由于华为总裁任正非是中国共产党党员，并且在退伍前曾持有解放军上校军衔：其后华为发表了一封公开信，表示安全问题“毫无根据，未经证实”，并呼吁美国政府调查其业务的所有方面。
2018年，法国《世界报》报道称，称在2012年至2017年，中国曾在设在埃塞俄比亚的非洲联盟总部从事黑客攻击活动。该建筑包括华为在内的中国承包商建造，而华为设备已与黑客挂钩。对此，中国驻非盟使团团长邝伟霖否认相关报道，表示“耸人听闻荒诞不经”。埃塞俄比亚总理海尔马里亚姆·德萨莱尼亦对此表示否认。非盟主席穆萨·法基表示 “这是完全错误的指控，我相信我们完全无视这一指控。”
2019年3月5日，华为在欧盟总部布鲁塞尔开设了华为网络安全透明中心，通过这一中心可直接接触到华为的源代码。华为设立中心此举寻求重塑在欧洲的信誉，改善与欧洲的关系。
2019年3月7日，德国经济部长彼得·阿尔特迈尔表示，德国不想禁止华为参与该国的5G网络建设，同时表示“将收紧对所有供应商的安全标准”。
2019年4月23日，英国国家安全委员会召开会议，决定允许中国企业华为“有限参与”英国的5G网络建设。但在数小时后，这一机密信息被泄露给媒体，引发巨大争议，英国政府内阁于25日就此事启动调查。5月1日，英国唐宁街首相府确认，英国国防大臣加文·威廉姆森因涉嫌从国家安全委员会泄露有关政府就华为的讨论被开除。而后网络运营商EE开通英国首次5G服务时，部分5G网络基础设施中有涉及华为设备。
2019年11月在中美華為爭端上，德国经济部长彼得·阿爾特邁爾於2019年11月一場電視辯論上，德国公共广播联盟（ADR）记者問其關於國安問題時表示“我们活在一个开放的世界。我记得‘棱镜门’事件爆发时当年我还是（默克尔内阁）幕僚长，而你（指ADR记者）不停地在写文章抨击美国政府有多不靠谱，不值得信任。我们也没抵制他们啊？”其核心論證認為沒理由相信中國科技品有風險，或至少比美國產品更有風險，若前者真有什麼漏洞那後者好不到哪去。
美驻德大使格雷内尔隔日回应怒称“不能在道德上，将中国和美国划等号”，阿爾特邁爾則堅持自己是發出實事求是觀點，表示大部分德国公众都认为受到美国人的大规模监听這是事實，不會改變自己論點。德国主要执政党基民盟在當時稍早做出決議不會排除華為參與電信建設，只要它遵守與其他廠商一樣的安全檢測，可以一起競爭。
2020年10月，瑞典政府禁止使用華為及中興的產品參與5G頻譜拍賣，其後華為上訴。瑞典法院於2021年1月駁回有關華為的上訴申請。

### 中華民國
2012年4月，潘孟安等立法委員在立法院提出質詢，質疑有幾家電信公司採購華為的基地台及核心網路等設備，有國家安全風險。
2014年3月，鴻海集團旗下國碁電子取得台灣的4G LTE業務執照，但因計劃採購華為公司的電信設備，遭立法委員關切影響國家安全，國家通訊傳播委員會要求國碁補件而暫停審查。直到同年7月，國碁電子放棄採購華為設備，修改計劃書，才獲國家通訊傳播委員會審查許可。
2019年1月23日，据《日本经济新闻》报道，该报记者从中華民國行政院资通安全处的一名干部处获悉，行政院正在编制一份“存在安全隐患”的中国大陆科技公司“黑名单”，具体名单内容预计将在今年3月底前出炉。报道称，华为公司已经纳入了行政院编制的黑名单中。

### 瑞典
2021年6月，瑞典基於情報單位瑞典國家安全局的電信基礎設備安全顧慮對华为提出電信設備限制令，禁止华为參與瑞典國內5G電信設備競標，禁令還包括2025年以前移除所有華為通信設備，中國電信設備工作人員也需要全數離開操作現有職位，此項禁令遭到中國外交部對易利信可能失去中國市場的報復警告，由瑞典國安事件引發成為外交事件。

### 韩国
2024年5月28日，据韩联社报道，SK海力士离职的中国籍女性员工因涉嫌向中国华为提供核心技术资料而被捕，目前正在接受审判。

## 知识产权纠纷
2004年芝加哥贸易展上，摩托罗拉指控华为工程师未经允许拍摄富士通的产品，华为其后表示已经解雇该名工程师。
2003年2月5日，思科在美国德克萨斯东区联邦地区法院对华为提起诉讼，指控华为在多款路由器和交换机中盗用了其源代码，使得产品连瑕疵都存在雷同；并且华为还侵犯了思科拥有的多项专利。2004年7月，思科表示由于华为已经在路由器中移除了盗用的代码，于是撤回控诉。
2010年7月，摩托罗拉同意将大部分网络设备业务，以12亿美元的价格出售给诺基亚西门子。7月22日，摩托罗拉在美国北伊利诺斯州地方法院提交诉讼状，称华为窃取摩托罗拉的商业秘密。2011年1月25日，华为向芝加哥联邦法院反诉摩托罗拉，称摩托罗拉与诺基亚西门子的交易可能导致华为的知识产权被非法转让，因此要求法院推迟这笔交易，直至相关知识产权问题经过冲裁后得以解决。该案在2月23日获得美国法院初裁支持，法院暂时禁止摩托罗拉解决方案将华为的知识产权移交给诺基亚西门子。3月9日，美国商务部否决诺基亚西门子并购摩托罗拉无线部门一案。一直至4月13日，华为与摩托罗拉宣布和解，摩托罗拉将向华为支付专利费。
2011年4月28日，为进一步保护知识产权，华为在德国、法国和匈牙利向中兴通讯提起侵犯数据卡产品和LTE技术的专利和商标侵权诉讼。而后在2012年6月13日，中国国家知识产权局专利复审委员会宣告，华为旋转头数据卡在中国申请的专利无效；2012年10月10日，德国联邦专利法院也初步判定此项专利无效，并且驳回华为提出的全部6项修改方案。2013年3月，法院宣判华为败诉:385-386。次日，中兴通讯在中国反诉华为的专利侵权行为。
2014年9月，T-Mobile美国公司称，华为窃取了该公司一款名为Tappy的手机测试机器人的软件、技术参数及其他机密信息。华为员工还非法拍摄了Tappy的照片，并试图将该产品零组件偷运出该公司设在华盛顿州贝尔维尤的实验室。华为发言人表示已经意识到两位员工的不正当行为，并给予两人开除的处罚。
2017年5月，陪审团判决华为向T-Mobile支付480万美元的赔偿。华为公司辩称，Tappy并不是商业秘密，且产品由爱普生制造，而非T-Mobile制造。
2019年1月16日，据《华尔街日报》报道，美国检察官正对华为涉嫌窃取T-Mobile美国公司等美国商业伙伴的商业机密展开刑事调查，有消息人士称，华为可能将被起诉。对此中国外交部发言人华春莹在例行记者会上表示，华为与T-Mobile之间的纠纷是企业间的民事纠纷，中方对此表示关切。
2019年6月12日，路透社报道称，中国华为公司已要求美国最大电信运营商威瑞森通信支付230多项专利的费用，总计金额超过10亿美元，相当于威瑞森2018年四季度净利润的一半。
美中貿易戰後華為由於受到制裁，並開始改以販售其專利為收入，也對多家台灣廠商索取智慧財產授權，被認為是在施壓

## 僱員事宜

### 辞职门
华为辞职门，又被称之为华为买断工龄，是华为在2007年强制使在华为工作满8年的员工离职并再度入职而引发公众关注和政府响应的事件。
在2007年尾《劳动合同法》实施前夕，华为公司将5100名员工“先辞职再竞岗”，整个变动共计会有超过7000名工作超过8年的员工受影响，此被外界普遍认为是为了规避新法而做，而华为内部人士表示这是为了企业的活力。 该事引起全国总工会、广东省总工会和深圳市总工会的高度关注，后华为中止有关计划，并筹备职工代表大会重新审议直接涉及员工利益的暂行规定。

### 劳动保障
从2006年开始，华为就多次出现员工非正常死亡事件。有内部员工指，雇员因为长期加班等高负荷工作，频繁出现腰部、颈椎等问题甚至白头发。有指华为未有因应职场变化改变旧有的工作环境和管理等，认为管理层应该重视多与员工接触，改善工作环境释放员工压力
为了提高工作的效率和部门效益，华为实行“末位淘汰制”，被指受到相当程度员工的诟病，因为末位淘汰设有5％的硬性指标，公司内部一些部门会利用公司规则漏洞淘汰一些根基不深的员工，而这种辞退没有任何补偿。2019年1月18日，任正非连续签署新年006号、007号总裁办电邮，表示公司的18万员工的工资薪酬、股票分红等负担超过300亿美金，认为面对严峻的经济前景，需要裁减和放弃一部分职位，声言“要放弃一部分平庸的员工”以减低人力成本。
2018年12月，华为员工李洪元因索要2N离职补偿，被华为HR何承东以职务侵占、泄露商业机密、敲诈勒索等理由报案至公安，并遭公安、检察部门拘押长达251天。李妻公布李与人事部门谈话的录音后，检察院决定因证据不足对李不予起诉。李获10万元国家赔偿。

### 停止社会招聘
2018年10月，有媒体报道称华为公司董事会发出常务文件《关于落实公司人才供应策略的决议》，指出“华为公司原则上停止普通社会招聘”，不在优秀往届生、关键稀缺人才以及公司专项招聘范围之内的各部门不得发放offer，特殊情况需经轮值董事长审批。10月24日，华为公司对“停止社会招聘”传闻作出否认，称“继续面向全球招聘优秀人才”。

## 产品品质

### 荣耀7电信/全网通版耗电门问题
2015年6月30日，华为旗下互联网手机品牌荣耀正式发布了旗舰新机荣耀7，搭载海思麒麟935八核处理器，该手机共分为三个版本：移动版、电信/双4G版、全网通版。电信/全网通版为支持电信CDMA制式，外挂威盛55纳米工艺(2009年)的CDMA基带芯片，出现待机异常耗电的问题。同时期或更早前的手机，搭载同样的威盛基带，待机却正常，因此有网友（页面存档备份，存于）怀疑是该批次麒麟935处理器基带部分存在异常导致。此后，华为官方通过在待机锁屏状态下关闭4G的软件升级手段，缓解耗电问题，并未彻底解决。该版本手机没有任何退回或召回计划。2015年8月20日，华为发布新款手机荣耀7i，搭载高通骁龙616处理器，填补上一代的缺陷。

### P10闪存混用、疏油层问题
2017年2月26日，华为发布新一代手机华为P10和P10 Plus。在发布会上，华为使用搭载了UFS2.1闪存的P10手机进行手机的宣传，并当场进行测试。事后，有用户发现华为P10不同手机闪存速度相差悬殊，疑似混用eMMC5.1、UFS2.0和UFS2.1闪存，也没有常见的疏油层。华为对此做出的解释为“流畅体验不是单一部件决定”，并指出跑分不符合用户的真实使用场景华为手机负责人余承东在其微博中表示是“友商”大量炒作丑化华为，并强调 eMMC 和 UFS 实际使用体验没有太大差别。事后华为聘请大量网络水军在微博等各大论坛引导舆论方向。部分用户去有关部门举报华为欺诈行为，但有关部门声称“未检测出华为P10手机存在质量问题”。此后，据相关消息声称，华为对一部分在“闪存门”中发声的媒体和自媒体起诉。最终有4人被警方以转发不实新闻为由，指控犯有寻衅滋事罪，此后被羁押并最终判刑。
目前，P10手机可以去售后点涂抹疏油层（涂抹疏油层需要在极其严苛的环境下操作，售后涂抹疏油层疑似虚假疏油层），但对于eMMC闪存的手机没有任何召回或退换的计划。
现在出货的HUAWEI P10系列手机，均采用UFS2.1闪存。

### Mate 20 Pro屏幕问题
华为Mate 20系列是在2018年10月发布的机型，其中的Mate 20 Pro在发售后被不同地区用户发现屏幕边缘泛绿，或怀疑与OLED材质有关。
有媒体整理指出，华为Mate 20 Pro首批屏幕供应商有LG与京东方，出现问题的是LG供应之面板产品。
针对此问题，华为官方对购买华为Mate20的用户提供线下直营店免费换机服务，换到满意为止。

## 产品安全性

### P30手機爆炸问题
於2019年7月，網上聲音指華為P30手機發生爆炸，有網民在微博揭露事件的時候，卻遭疑似水軍罵是「賣國賊」，其中有聲音指現時『正打仗呢』（指中美貿易戰），有問題也不能說出來，有關網民最終被逼刪去文章。

### 華為问界電動車追尾事故
2024年4月26日，一輛華為「問界M7」智能電動車在侯平高速山西段路上追尾前方正在洒水施工的养护车后發生意外後起火。死者家属（当时并未在现场，事故现视频系网友拍摄）称，因車門鎖死無法打開，導致車上包括司機在內3人逃生無門被燒死。事後死者家屬在網上發文質疑華為汽車的安全性，更批評華為客服在事故發生後致電死者家屬詢問售後體驗。廣東南方報業集團旗下的《21世紀經濟報道》發表評論文章，質疑華為宣傳的「遙遙領先」是否誇大宣傳。其後包括死者家屬的貼文在內，批評及質疑華為電動車的文章和影片都被刪除。死者家屬刪除貼文和影片後發表聲明，要求不要打擾她和家人，希望网友忽略或删除网上种种不实报道和内容，引起外界質疑。死者家属在微博称，希望。问界官方在微博回应称，该车辆发生事故时车速115公里/小时，安全气囊正常打开，动力电池包特性均正常。问界发布声明称，电动门把手因异物入侵驾驶舱断电而无法正常弹出，施救人员通过车内机械门把手打开车门。此外还称，事故前副驾驶位及后排三个座位均无安全带锁扣信号。

## 政治争议

### 华为Mate 10泛清真化争议
2017年11月，有网友发现华为Mate 10系列智能手机的中国大陆页面中设置了清真禮拜提示功能。根据中央情报局的世界概况统计，在中国大陆的穆斯林仅占1%～2%，属于极少族裔。有人认为，华为Mate10以此提醒功能作为宣传卖点，存在泛清真化倾向。该事件在中国大陆互联网引起巨大反响，网友甚至编制段子进行调侃，称之为“华为绿化”或“华为清真化”，而Mate10为“第一款内置清真礼拜功能的手机”。
华为于11月16日，在新浪微博平台，以“华为终端官方微博”身份发表声明《关于有组织的水军再次恶意攻击华为手机“闹铃提醒功能”的说明》，文中指出，该功能针对的是“某海外地区定制”的“个性化提醒服务”，在中国并未开放。而该条微博下方有许多评论质问，为何该功能截图出现在中国大陆宣传网站，及为何以中文展现；其后这些评论消失。微博实名用户“全真道士梁兴扬”于2017年11月16日21时，指出华为的天猫旗舰店客服确认国行Mate10已内置查找附近清真寺功能，而非仅供特定中文地区。

### 兩岸政見風波
2016年1月，台湾统派艺人黄安举报臺灣旅韓藝人、TWICE成員周子瑜因2015年底在韩国綜藝節目中手拿中华民国国旗揮舞是「臺獨」行为。在此之前，周子瑜在韩国代言了华为Y6手机。之后1月11日华为官方论坛“华为花粉俱乐部”回应称邀周子瑜代言是韩国运营商LG U+决定的，已与LG U+沟通，全面停止了与周子瑜及其经纪公司的合作。2016年1月16日LG U+澄清，儘管爭議，周子瑜與該公司的合同仍然有效。而有中国大陆网友前往張曉雲的微博表示抗议抵制华为手机。
随后，有台湾网友翻出华为在台湾的Facebook粉丝团于2012年10月双十节，贴出中华民国国旗照片并附上「中华民国台湾。生日快乐！」，随即引发争议。对此，台湾华为代理商讯崴表示不予置评。

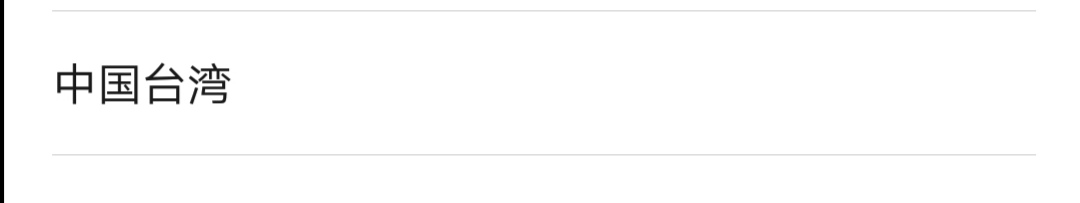
华为手机搭载的EMUI9.1内的系统设置，显示“中国台湾”而非“台湾”

2019年8月，有中国大陆网友发现繁體中文下的华为手機系统標示“台灣”的名稱不正確，實際上在陸企因為業務因素也常可見到台灣被區別對待，而對於這現象華為被網民發現後，引发大陸的群眾抗议，導致新浪微博更是短暫出现了“华为滚出中国”的话题标签。之后华为緊急发布系统更新，更改为「中國台灣」。而此做法又引发台湾其他勢力加入抗议，中华民国國家通訊傳播委員會認為華為此舉“有損台灣的國家尊嚴”。而该委员会也要求厂家在申請手机、平板电脑認證時，系统内应当“正确显示”「台灣」標示之設定。11月14日，NCC向電信業者及華為台湾地区代理商訊崴发出通知，要求停售受影响的P30、P30 Pro、Nova 5T，直到改善為止。而Mate 30则没有发现这一问题。实际上，「中國台灣」这一名称为基于ISO 3166-1代码的称谓，许多电脑程序和网站经常运用ISO 3166-1代码来列出各国和地区的名称。而基于这个原因，且有时下拉式选单会出现“中国台湾省”或「中國台灣」（英語：Taiwan, Province of China/Taiwan, China）並非“台湾”（英語：Taiwan）。不過，2020年3月11日，中华民国國家通訊傳播委員會正式通過硬性規定，若在產品外盒、說明書、系統軟體和韌體中出現「中國台灣」字樣的電信終端設備（包括手機、平板等）將不被允許上市銷售，这亦代表华为新近上市的手机由于此问题不能在台湾銷售，此外，由於華為新推出的EMUI10地區皆標示為「中國台灣」，也導致該系統遲遲無法在台灣地區發佈。

### 对民粹主义的态度
2019年5月21日，华为总裁任正非接受媒体的集体采访时表示“不能说用华为产品就爱国，不用就不爱国。华为只是一个商品，如果你喜欢，那你用，不喜欢就不要用，不要和政治挂上钩，千万不能煽动民粹主义。”
但仍有华为手机专卖店打有“爱国就买华为”的标语，部分网络水军也常常以爱国为口号。

### 对发布会地图的争议
2020年2月24日，华为在西班牙举行了一场线上发布会，发布其新的手机、路由器、平板电脑、移动服务等产品。在介绍华为移动服务（HMS）的4个数据中心时，华为使用了没有藏南、阿克赛钦、钓鱼岛等地区的中华人民共和国地图代表其中国数据中心；华为在新浪微博中也发布了带有相关地图的微博。在中国大陆网友的指责中，华为删除了相关微博，但并未就此事发表声明或给予回应。

### 參與測試識別維吾爾族人的智能系統
華盛頓郵報在2020年12月8日披露一份取自華為官網的內部文件，記載華為於2018年與曠視科技(Megvii）合作測試一款可掃描面部的人工智能相機系統，而該系統一旦檢測到維吾爾族特徵後，會觸發“維吾爾族警報”，並可能向中國警察遞交警報。有關文件在傳媒聯繫後不久便被刪除，但華為與曠視科技集團都承認該文件是真實的。華為發言人格倫·施洛斯（Glenn Schloss）表示，該報告“僅僅是測試，還沒有看到實際應用。華為僅提供用於此類測試的通用產品。我們不提供自定義算法或應用程序。” 受此影响，西班牙足球甲级联赛球队前锋宣布终止与华为的合作。

### 协助俄罗斯抵御亲乌克兰黑客攻击
2022年3月7日俄罗斯入侵乌克兰期间，英国《每日邮报》的一篇文章引述澳大利亚国防部长达顿批评华为帮助俄罗斯保护其互联网免受亲乌克兰黑客的攻击，并指责莫斯科和北京缔结了「邪恶联盟」。达顿在引述一篇曾出现在中国新闻网站上但后来被删除「华为将利用其研究中心培训在俄罗斯的50,000名技术专家」的报道，指出华为在俄罗斯拥有5个研究中心，拥有在俄罗斯面对网络攻击时，向俄罗斯提供援助以支持其互联网网络。尽管华为在波兰分部将有关支持俄罗斯的报道驳斥为假新闻，但受此影响，在俄罗斯入侵乌克兰后表示支持乌克兰的罗伯特·莱万多夫斯基宣布与华为断绝合作关系。兩名英國分公司董事也隨後不滿與公司的沉默而辭職。然而另一方面，華為在2020年也協助基輔，一起設計了抵禦網路攻擊的系統。

## 其他

### 股权结构
2012年6月18日，第325期《财经》刊出封面文章《华为股票虚实》，后文章被删。一套支撑了华为12年高速成长的体系，目前因虚拟股涉及银行信贷被监管部门叫停而面临困局，在现行的法规框架之下，华为员工以“个人助业”的名义获得的银行信贷用于支持庞大的虚拟股体系，确实与“三个办法一个指引”相抵触，且蕴藏风险。如此曲折的制度设计，也揭示出中国现有期权制度的缺陷。

### 不实宣传
| 时间      | 涉事机型    | 描述                                       | 回应                                                   |
| --------- | ----------- | ------------------------------------------ | ------------------------------------------------------ |
| 2015年4月 | 华为P8      | 使用合成图片替换屏幕显示                   | -                                                      |
| 2016年7月 | 华为P9      | 使用佳能相机图片替换                       | 华为对“被指誤導”感到抱歉                               |
| 2018年8月 | 华为Nova 3  | 埃及分支，相机拍摄作为手机拍摄效果展示替换 | 华为提及结尾画面下方有一行（不是很明显的）小字进行说明 |
| 2019年4月 | 華為P30系列 | 月亮門                                     |                                                        |
| 2020年4月 | ——          | 多張攝影師作品被標註為「由華為手機拍攝」   | 華為聲稱小编的工作疏忽並道歉                           |

2018年9月4日，AnandTech发现华为及子品牌荣耀手机在性能跑分中作弊。2018年9月7日，手机跑分App 3DMark开发商UL表示，因华为新机跑分作弊，其已将这几款手机从“最佳智能手机”榜单中移除。据悉，UL移除的这几款手机分别为P20、P20 Pro、Nova 3和荣耀Play。对此，华为消费者业务软件总裁王成禄表示，这些测试不能反映真实情况，其他公司也有类似行为，华为不能保持沉默。
2019年12月13日，紅米電視公關經理潘達在微博曝光華為智慧屏Pro音箱功率係虛假宣傳，潘稱“官方“6*10W”存在刻意誤導用戶的嫌疑”“友商智慧屏Pro實際音箱功率僅20W”“友商微博持續誤導用戶去往60W臆想”，部分網友去華為天貓旗艦店詢問客服，客服回答華為智慧屏Pro音箱功率為60W，而實際為2*10W（總功率20W）。
2019年1月5日，網友發現華為手機在性能跑分中作弊，華為Mate 30 Pro 5G被Geekbench榜單排除在外，Geekbench解釋「其在跑分時會啟用artificial benchmark mode（在其它跑分程式也可能如此），而在運行其它程式時不會，這將導致跑分與實際使用情況不符」。1月6日Mate 30 Pro 5G恢復在GeekBench榜單。

### 接受中國政府巨額補貼
《華爾街日報》報導，自2008年以來，華為已獲中華人民共和國政府160億美元資助。至2019年，華為從中國政府獲得了數以750億美元計的財務支援，規模遠超其他國家對科企扶持，協助華為迅速冒起。文章又提及，計算尚未涵蓋華為享有的其他形式優惠。根據維基解密，華為多年來得到中国国家开发银行的巨額貸款。
華為否認有關指控，指华为的成功是依靠其远超其他同类科技企业的巨额科研投入，而非依靠政府补贴，公司30多年来每年坚持将销售收入的10%到15%投入到研发，过去十年累计研发投入约730亿美元，又指過去10年於5G領域的研發投入超過了40億美元，遠超歐美國家相關投入的總和。

### 网络水军
自2017年开始，华为公司旗下的消费者业务部门因华为P10爆出的闪存门事件而加大了在网络上的营销投入，先后雇佣了多家公关公司为其引导舆论。这些公关公司又在新浪微博等平台招募了大量的网络水军，除宣传华为旗下的产品之外，还撰文或通过微博博文等形式对与华为产生竞争关系的公司（如小米等公司）及其竞争产品展开抹黑、造谣等活动。以华为在爆发各种争议事件期间尤为活跃。但华为消费者业务部门CEO余承东一直否认华为雇佣水军的行为。

### 网络审查
華為公司曾被媒體指責涉及向伊朗第一家全國性無限寬帶服務供應商MobinNet提供包含DPI技术的「合法攔截解決方案」，以幫助伊朗政府開展網絡審查工作，但华为否认这一说法。